# Rio San José (Uruguai)
O rio San José é um curso de água que desagua no rio da Prata, próximo à Montevidéu, no Uruguai.